# Drömfångare (roman)
Drömfångare är en Sci-Fi- och skräckroman skriven av Stephen King 2001. Den gavs ut i svensk översättning 2002. Den har följts av en film med samma namn, se Drömfångare (film).

## Handling
När de fyra pojkarna var unga skapades ett band mellan dem, som skulle räcka resten av livet och som var starkare än något annat band. Trettio år senare har de medelålders männen gått skilda vägar, men ännu finns bandet kvar. Varje sommar åker de upp till skogarna i Derry, Maine och jagar några dagar tillsammans. Men så kommer en sommar då allt blir fel. I skogen hittar två av männen en man med underlig lukt som tycks ha gått vilse i skogen i fyra dygn. Samtidigt hittar de andra en kvinna som sitter chockad mitt på vägen. När de skymtar kraftiga ljus på natthimlen och de båda upphittade börjar skrika "de är tillbaka" om och om igen inser de att någonting är fel. Så när militärhelikoptrar isolerar området de är på, när de jagas av annorlunda varelser som inte tycks komma från jorden och när djuren springer genom skogen i panik – då inser de att någonting underligt händer.